# 초월초등학교
초월초등학교는 대한민국 경기도 광주시 초월읍 신월리에 있는 공립 초등학교이다.

## 학교 연혁
- 1931년 7월 8일 초월공립보통학교 개교(설립인가 3월 3일)
- 1938년 4월 1일 초월공립심상소학교로 개칭[1]
- 1941년 4월 1일 초월공립국민학교로 개칭[2]
- 1950년 4월 1일 쌍동분교장 개교
- 1963년 3월 2일 선동분교장 개교
- 1996년 3월 1일 초월초등학교로 개칭[3]
- 2005년 1월 19일 특수학급 설치 인가
- 2018년 3월 1일 제30대 이동섭 교장 부임
- 2020년 3월 1일 초등 11, 특수학급 1, 유치원 1학급 편성

## 학교 상징
- 교화 - 장미 : 겨레의 꽃이 되고자 슬기롭게 자라는 꿈동이 같다. 사랑을 받는 꽃처럼 학교를 사랑하여 학교의 이름을 세계에 빛내보자.
- 교목 - 향나무 : 상록수로서 나무 줄기에서 향이 난다. 동양이 원산지로 200년도 넘게 사는 나무중의 왕으로 초월어린이의 기상에 비길 만하다.

## 참고 자료
- 초월초등학교 - 한국교육학술정보원 학교알리미